# Гидрогеологические карты
Гидрогеологические карты отображают условия залегания, закономерности распределения и формирования подземных вод. Составляются по результатам гидрогеологической съемки с учётом геологических и тектонических карт. На гидрогеологических картах отражается распространение различных водоносных горизонтов и их комплексов, источники и их дебит, колодцы, буровые скважины, кровля и подошва водоносной толщи, глубина залегания подземных вод и их химический состав. Гидрогеологические карты сопровождаются разрезами, на которых отражается геологическое строение района — литологический состав водоносных горизонтов, водоупорные толщи, положение свободной и пьезометрической поверхности подземных вод, их минерализация и дебит. На мелкомасштабных гидрогеологических картах (мельче 1:500000) изображаются наиболее важные особенности гидрогеологического строения территории: границы гидрогеологических бассейнов, области питания, напора и разгрузки подземных вод; районы развития различных типов подземных вод. Средне- и крупномасштабные гидрогеологические карты (1:200000 и крупнее) более подробно освещают гидрогеологические характеристики артезианских и грунтовых вод и используются для решения специальных задач на стадиях технического и рабочего проектирования — установления/обводнённости месторождений полезных ископаемых, методов их осушения, проектирования водозаборов, строительства водохранилищ и т. п. К гидрогеологическим картам прилагается пояснительным текст с характеристикой гидрогеологического условий района. Особый тип составляют карты подземного стока, ресурсов, режима, гидрохимии подземных вод и др. 